# Lumbowka (Fluss)
Die Lumbowka (russisch Лумбовка) ist ein 80 km langer Fluss im Osten der Halbinsel Kola in der Oblast Murmansk in Russland.
Der Fluss hat seinen Ursprung im Innern der Kola-Halbinsel, fließt in östlicher Richtung und mündet bei der gleichnamigen Siedlung an der Nordostküste von Kola in das südliche Ende der Lumbowski-Bucht und somit in den Übergangsbereich des Weißen Meeres zur nördlich angrenzenden Barentssee.